# Rava (isla)
La Isla Rava (en croata: Otok Rava) es una isla en la parte croata del mar Adriático. Está situada en el archipiélago de Zadar, entre Iz y Dugi Otok, a 16 millas náuticas (30 kilómetros) de Zadar. Su superficie es de 3,6 kilómetros cuadrados, y tiene una población de 98 personas (según datos de 2001). Los únicos asentamientos en la isla son Vela Rava y Mala Rava. La costa de la isla es muy accidentada con 13 bahías y 15,45 km de costa. La isla se compone de dolomita. Las industrias principales son la agricultura (sobre todo de olivos, pero algunos viñedos también están presentes) y la pesca.